# Frameshift
Frameshift («Фреймшіфт») — гурт напрямку прогресивний рок та прогресивний метал, який організував та очолив німецький композитор, мультиінструменталіст та продюсер Геннінґ Паулі (Henning Pauly). До складу гурту також увійшли басист Нік Ґуаданьолі (Nik Guadagnoli) та ударник Едді Мервін (Eddie Marvin). Перший альбом «Unweaving the Rainbow» є суто концептуальним альбомом, що спирається на праці вченого та письменника Річарда Докінса і репрезентує сольні роботи вокаліста Джеймса ЛаБрі з гурту Dream Theater. В створенні другого концептуального альбому «An Absence of Empathy» брали участь Себастіан Бах (Sebastian Bach) та інші музиканти. 

Геннінґ Паулі зкомбінував велику кількість різних музичних стилів — метал, ембієнт, рок, техно, поп, оркестрову музику та ін. Композиції гурту характеризуються головним чином відмінними гітарними вставками, мрійливими клавішними партіями, насиченим оркестровим супроводженням.

## Дискографія
- 2003 — Unweaving the Rainbow
- 2005 — An Absence of Empathy